# Universidade Tampere
A Universidade Tampere (em finlandês:  Tampereen yliopisto; TAU) é uma instituição pública de ensino superior, situada na cidade de Tampere (em sueco:  Tammerfors), na Finlândia.
A nova Universidade Tampere foi criada em 2019 pela fusão da antiga Universidade de Tampere (1925-2018) com a Universidade de Tecnologia de Tampere (1965-2018). É frequentada por 21 000 estudantes e conta com 4 000 funcionários e professores.